# لو باركر
فرانسيس لويز «لو» باركر (بالإنجليزية: Frances Louise "Lu" Parker)‏(ولد في 16 أبريل 1968) صحفية أمريكية، ملكة جمال الولايات المتحدة 1994 , مدافعة عن حقوق الحيوان و مؤلفة.

## نشأتها
وُلدت باركر في أندرسون، بولاية ساوث كارولينا، في كلية تشارلستون، حيث كانت شقيقة ألفا دلتا بي وحصلت على درجة البكالوريوس في الآداب في اللغة الإنجليزية ثم حصلت على لقب «خريجين العام». ثم تابعت للحصول على ماجستير الآداب في التربية من كلية كلية سيتادال العسكرية في ساوث كارولينا.

## روابط خارجية
- Official Lu Parker website
- Lu Parker Project - charity website
- Official KTLA On-Air Talent Bio
- Lu Parker's blog posts at هافينغتون بوست
- Lu Parker's Miss USA profile
- Lu Parker's book on pageants titled Catching the Crown
- لو باركر على موقع IMDb (الإنجليزية)
- لو باركر على موقع قاعدة بيانات الفيلم (الإنجليزية)